# Brehy, Žarnovica
Brehy este o comună slovacă, aflată în districtul Žarnovica din regiunea Banská Bystrica. Localitatea se află la altitudinea de 221 m deasupra n.m., se întinde pe o suprafață de 12,36 km2 și în 2017 număra 1.046 de locuitori.

## Istoric
Localitatea Brehy este atestată documentar din 1283.

## Demografie
| An:                | 1994 | 2004 | 2014   | 2024   |
| ------------------ | ---- | ---- | ------ | ------ |
| Număr de persoane: | 0    | 1118 | 1052   | 977    |
| Diferență:         |      | –    | −5,90% | −7,12% |

| An:                | 2023 | 2024   |
| ------------------ | ---- | ------ |
| Număr de persoane: | 997  | 977    |
| Diferență:         |      | −2,00% |